# Góra

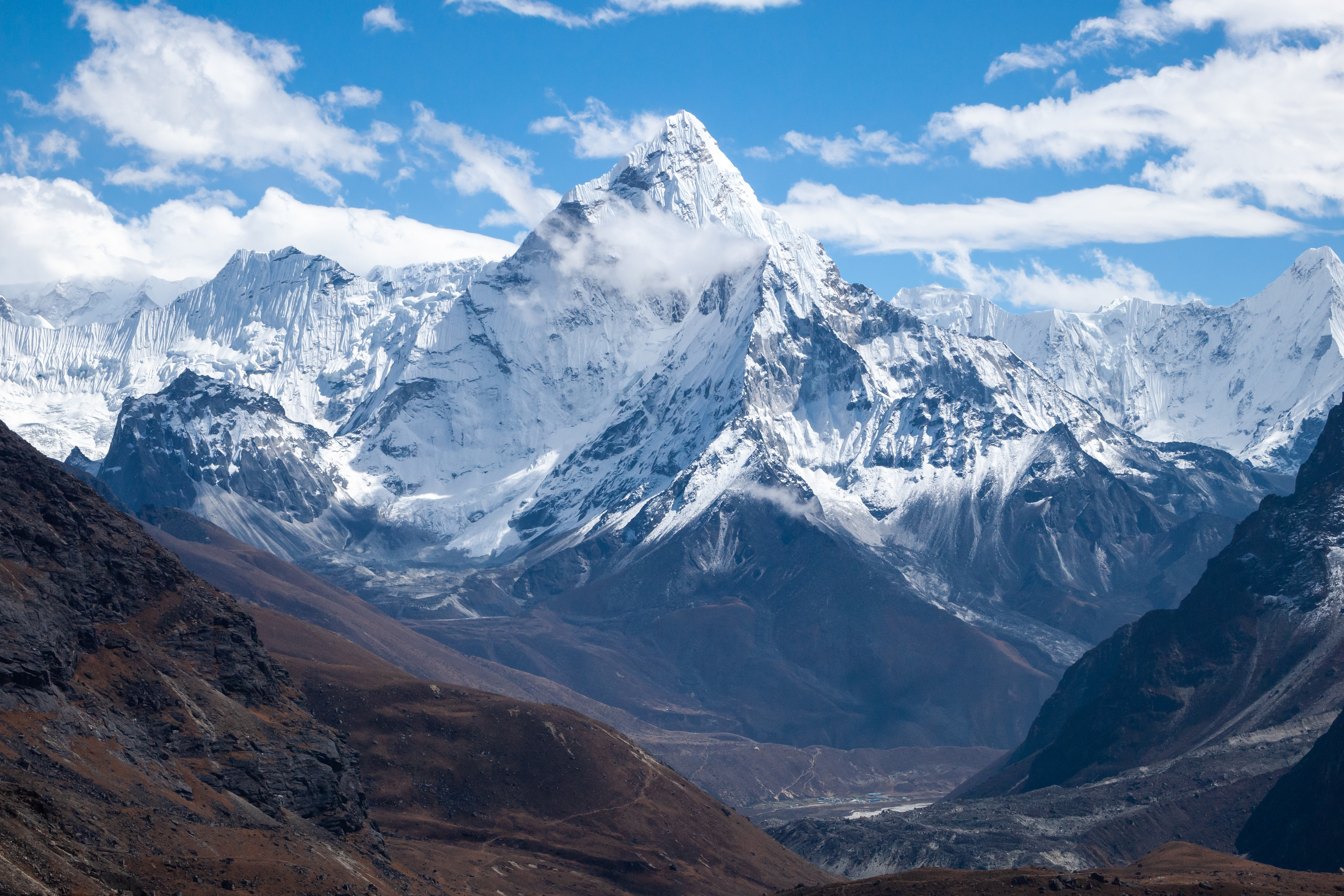
Góra Ama Dablam, Himalaje

Góra – wypukła forma ukształtowania terenu o wysokości względnej większej niż 300 m. W Europie za tereny górskie uważa się tereny położone powyżej 500 m n.p.m., lub według kryteriów anglosaskich powyżej 2000 stóp (609,6 m n.p.m.). Ze względu na wysokości bezwzględne wyróżnia się góry niskie, średnie i wysokie. Ze względu na sposób powstania wyróżnia się góry fałdowe, zrębowe, wulkaniczne i ostańce.
W rzeźbie górskiej wyróżnić można formy wklęsłe (doliny, kotliny, kotły) i wypukłe (szczyty, turnie, kopy, bule). Formy wypukłe łączą się w grzbiety górskie lub masywy górskie, te z kolei w pasma górskie. Pasma i masywy wraz z pogórzami i kotlinami śródgórskimi tworzą łańcuchy górskie. Kilka łańcuchów górskich o wspólnych cechach geologicznych, powstałych w czasie tego samego fałdowania, nosi nazwę systemu górskiego.
Góry fałdowe i zrębowe powstają w wyniku procesów orogenicznych, natomiast wulkaniczne w wyniku działalności wulkanicznej, a ostańce w wyniku działalności erozyjnej i denudacyjnej, głównie wody.